# Douglas Tavolaro
Douglas Tavolaro de Oliveira (São Paulo, 1977) é um jornalista e escritor brasileiro.

## Biografia
Começou a carreira no antigo jornal Diário Popular, hoje Diário de São Paulo, entre outras publicações, até ingressar na revista IstoÉ, onde atuou como repórter durante cinco anos. Uma de suas reportagens de maior destaque, neste período, foi um relato sobre as 24 horas que viveu refém na maior rebelião de detentos na história do antigo Complexo Penitenciário do Carandiru, em São Paulo, em fevereiro de 2001.
Em 2004, transferiu-se para a Rede Record como produtor de reportagens investigativas. Foi produtor executivo e editor do Jornal da Record e editor-chefe do programa Repórter Record, Diretor Nacional de Jornalismo e tornou-se Vice-Presidente de Jornalismo de julho de 2009. Na Record, foi o responsável pela idealização e implantação de telejornais e programas que contribuíram para consolidar a emissora como o segundo maior grupo de comunicação do Brasil. Comandou mais de 11 horas diárias de noticiários na emissora, entre telejornais, documentários e programas jornalísticos semanais. 
Desenvolveu uma estrutura nacional de produção que gera mais de 800 reportagens por dia, com a criação e gestão de programas que se tornaram referências no Brasil, como o novo Jornal da Record (atual terceiro telejornal mais assistido do horário nobre), o Domingo Espetacular, o Fala Brasil, o Câmera Record, o Esporte Fantástico, o Repórter Record e dezenas de telejornais regionais em todo o país. Criou o Núcleo de Reportagens Especiais, que ao longo de sua gestão, já produziu mais de mil documentários exibidos pela Record e pela Record Internacional para mais de 150 países. Implantou a programação informativa das manhãs e a programação jornalística regional do início da tarde, que rende seguidas lideranças de audiência nessas faixas horárias. 

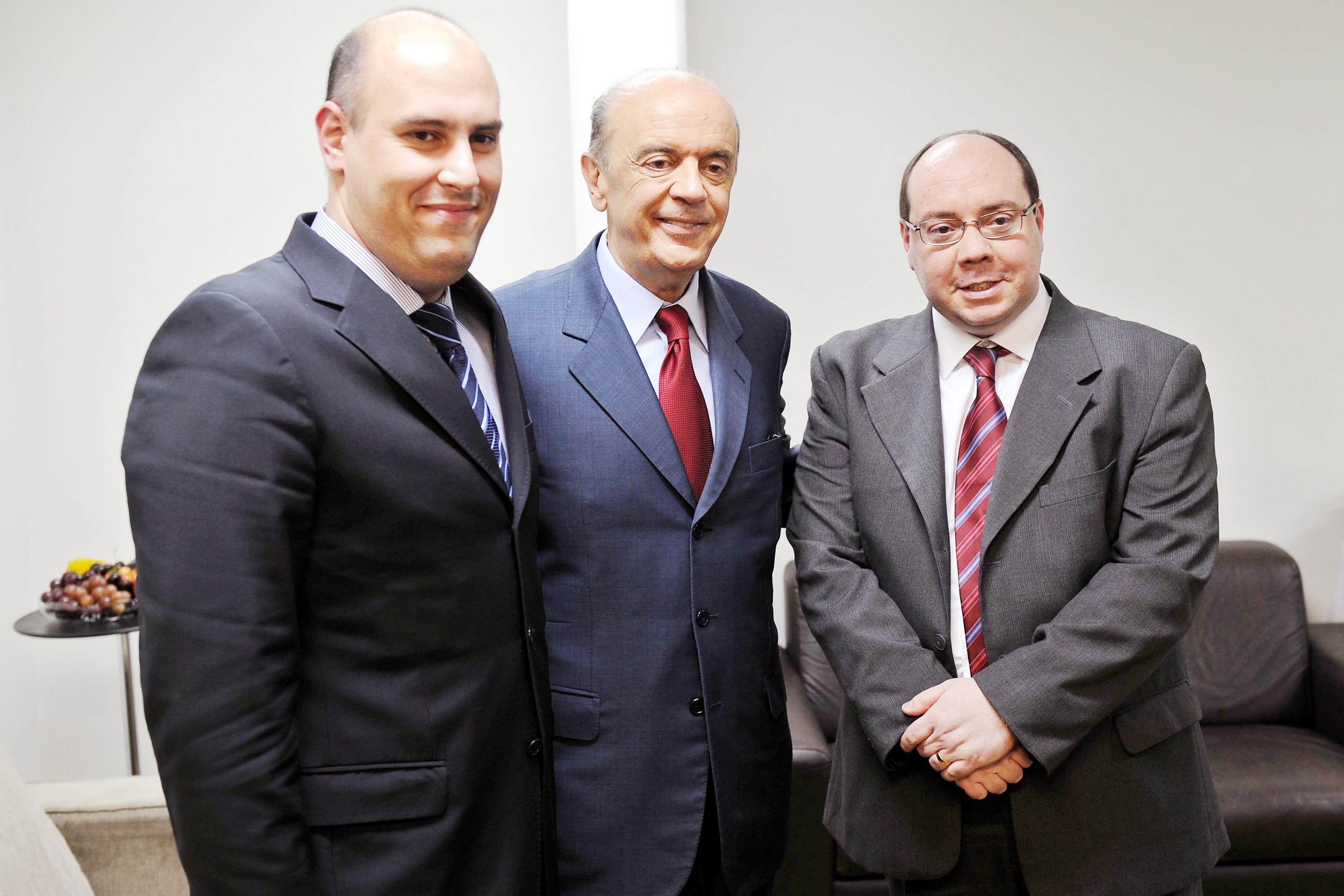
Douglas Tavolaro ao lado de José Serra e Alexandre Raposo, ex-presidente da Rede Record.

Comandou o Departamento de Esportes, sido responsável pela cobertura exclusiva dos Jogos Olímpicos de Londres e por mais dois Jogos Panamericanos, também exclusivos, além da cobertura da Olimpíada de 2016, no Rio de Janeiro. Conquistou com sua equipe de profissionais dezenas de prêmios de jornalismo no Brasil e no exterior nos últimos anos: Prêmio Rei de Espanha, o maior prêmio de jornalismo das línguas espanhola e portuguesa; Prêmios Esso, Vladimir Herzog, Libero Badaró, Embratel e Troféus Imprensa. Além da área de Jornalismo, também respondeu por programas de entretenimento, pelo canal de notícias Record News e pelo conteúdo editorial do portal de internet do Grupo Record, o R7, atualmente um dos mais acessados do Brasil.
Realizou a produção executiva dos filmes "Os Dez Mandamentos" e "Nada a Perder". Escreveu os livros "A Casa do Delírio - Reportagem no maior Manicômio Judiciário do Brasil" (Editora Senac), "O Bispo: A História Revelada de Edir Macedo" (Editora Larousse) é co-autor da trilogia biográfica "Nada a Perder" (Editora Planeta), obra traduzida para cinco idiomas, com mais de 7 milhões de exemplares vendidos em todo o mundo, tornando-se o livro mais vendido do Brasil em 2013 e 2014. Já participou de mais de sessenta lançamentos em cidades brasileiras e no exterior, incluindo as principais livrarias de Nova York, Londres, Paris, Johanesburgo, Buenos Aires, Caracas, Tóquio, Hong Kong e em outras capitais da Ásia, África e Europa.
Douglas Tavolaro deixou a Record em 14 de janeiro de 2019, sendo substituído por Antonio Guerrero. No mesmo dia, anunciou sua ida à CNN Brasil, que estava sendo implantada à época, e onde atuou como sócio-fundador e CEO. Saiu da presidência da emissora em março de 2021 para se "dedicar a projetos editoriais nos Estados Unidos", deixando o cargo de presidente do canal de notícias à jornalista Renata Afonso.

## Controvérsias
Em reportagem publicada pelo The Intercept no ano de 2018, a mulher de Douglas - Raissa Caroline Lima Tavolaro - servidora da Alesp que ocupa o cargo de “assessora especial parlamentar da liderança do PRB” desde o dia 11 de setembro de 2015 e que contava então com um salário bruto de R$ 15,08 mil e líquido de R$ 11,17 mil, teria indícios de ser uma das funcionárias fantasmas da casa. Em reportagem publicada pela Revista Veja, Raissa Tavolaro tornou-se ré e teve 164 000 reais bloqueados, muito embora ela alegue que tratem de "acusações infundadas feitas tão somente com base em bisbilhotagem de redes sociais".
Já em setembro de 2019, a Rede Record iniciou uma série de ataques contra a CNN Brasil, irritando seu ex-funcionário Douglas Tavolaro, logo após a contratação de Reinaldo Gottino, dando início a uma série de reportagens contra a construtura MRV. Isso devido ao fato de que o principal investidor da CNN Brasil é Rubens Menin, empresário e co-fundador, CEO e chairman da MRV Engenharia.

## Vida pessoal
Douglas é casado com Raissa Caroline Lima Tavolaro.